# Georg-Wilhelm Rehm
Georg-Wilhelm Rehm (* 2. April 1927 in Hannover; † 4. Mai 2005) war ein deutscher Verwaltungsbeamter, der unter anderem 1982 Beamteter Staatssekretär im Bundesministerium für Verkehr war.

## Leben
Georg-Wilhelm Rehm wurde 1944 zum Kriegsdienst in der deutschen Wehrmacht eingezogen und befand sich bis 1945 Kriegsgefangenschaft. 1947 begann er ein Studium der Rechtswissenschaften und Volkswirtschaftslehre. Er war Mitglied der Studentenverbindung ATV Marburg im ATB. Nach der Ersten Staatsprüfung absolvierte er den juristischen Vorbereitungsdienst. Er war zwischen 1953 und 1959 nebenberuflich juristischer Mitarbeiter in der Abteilung L (Luftfahrt) des Bundesministeriums für Verkehr. Am 2. November 1954 schloss er seine Promotion zum Dr. jur. an der Philipps-Universität Marburg mit der Dissertation Eigentums- und Verwaltungsrechte am früheren Reichsvermögen. Ein Beitrag zu den Artikeln 134 und 135 des Grundgesetzes ab. Er war zugleich von 1958 bis 1959 Wissenschaftlicher Mitarbeiter am Institut für Luft- und Weltraumrecht der Universität zu Köln.
1959 trat Rehm hauptberuflich in das Bundesministerium für Verkehr ein und war dort zunächst bis 1960 Hilfsreferent im Referat L 1 (Öffentliches Luftrecht) der Abteilung L. Im Anschluss erfolgte zwischen 1960 und 1961 eine Abordnung zum Deutschen Wetterdienst (DWD), wo er im Zentralamt in Offenbach am Main Hilfsreferent im Referat für Rechts-, Personal- und Liegenschaftsangelegenheiten war. Nachdem er 1961 ins Bundesministerium für Verkehr zurückgekehrt war, fungierte er bis 1968 in der Abteilung A (Allgemeine Verkehrspolitik und Verkehrswirtschaft) anfangs als Hilfsreferent im Referat A 3 I (Internationale Angelegenheiten des Verkehrs I) sowie zuletzt als Hilfsreferent im Referat A 3 II (Internationale Angelegenheiten des Verkehrs II). Während dieser Zeit veröffentlichte er 1965 in der Reihe der Dokumentationen der Deutschen Gesellschaft für Auswärtige Politik Rüstungskontrolle im Weltraum. Danach fand er zwischen 1968 und 1969 in der Abteilung L Verwendung als Hilfsreferent im Referat L 3 (Luftverkehr).
Nachdem Georg-Wilhelm Rehm zwischen 1969 und 1972 dem Bundesminister für Verkehr Georg Leber als Leiter des Referats für Kabinetts- und Parlamentsangelegenheiten unmittelbar unterstellt war, war er von 1972 bis 1982 Leiter der für Luftfahrt zuständigen Abteilung L des Bundesverkehrsministeriums. Zuletzt wurde er 1982  Beamteter Staatssekretär im Bundesministerium für Verkehr und im Zuge der sogenannten „Wende“, dem Regierungswechsel in der Bundesrepublik Deutschland im Herbst des Jahres 1982, in den einstweiligen Ruhestand versetzt.

## Veröffentlichungen
- Eigentums- und Verwaltungsrechte am früheren Reichsvermögen. Ein Beitrag zu den Artikeln 134 und 135 des Grundgesetzes, Dissertation Universität Marburg, 1954
- Rüstungskontrolle im Weltraum, Siegler Verlag, 1965
- Zehn Jahre Antarktis Vertrag, Vereinte Nationen, Ausgabe 1. Februar 1969
- Weltraumfragen in der UNO 1967–1969, Vereinte Nationen, Ausgabe 1. Juni 1969
- Weltraumfragen in der UNO 1969–1972, Vereinte Nationen, Ausgabe 1. Juni 1973